# Yves Bélanger (Kameramann)
Yves Bélanger (* 7. Juli 1960 in Saint-Jean-sur-Richelieu, Québec) ist ein kanadischer Kameramann.

## Leben und Leistungen
Yves Bélanger wurde 1960 in Saint-Jean-sur-Richelieu geboren und wuchs in Québec City auf. Sein Studium der Filmproduktion an der Concordia University in Montreal schloss er 1984 mit einem Bachelor of Fine Arts ab.
Seit Ende der 1980er Jahre ist Bélanger als freischaffender Kameramann tätig. Zunächst filmte vor allem Musikvideos für kanadische Musiker und Bands. Danach war er viele Jahre an der Entstehung kleinerer Film- und Fernsehproduktionen beteiligt. 2012 filmte er für Xavier Dolan das Filmdrama Laurence Anyways. Seinen Durchbruch hatte Bélanger im Jahr darauf mit seiner Arbeit für Jean-Marc Vallées Film Dallas Buyers Club. Mit Vallée, den Bélanger bereits bei der Produktion eines Musikvideos 1991 kennengelernt hatte, drehte er danach auch die Filme Der große Trip – Wild (2014) und Demolition – Lieben und Leben (2015) sowie jeweils die ersten Staffeln der Fernsehserien Big Little Lies (2017) und Sharp Objects (2018). Für Regisseur Clint Eastwood stand Bélanger bei dessen Filmen The Mule (2018), Der Fall Richard Jewell (2019) und Juror #2 (2024) hinter der Kamera. Er löste damit Tom Stern als langjährigen Kameramann an Eastwoods Seite ab.
Bélanger ist Mitglied der Canadian Society of Cinematographers (CSC).

## Filmografie
- 1983: Prenons la mer (Kurzfilm)
- 1991: Les sauf-conduits
- 1995: La présence des ombres
- 1997: La conciergerie
- 1997–1999: Lassie (Fernsehserie, 12 Episoden)
- 1998: The Ghosts of Dickens’ Past
- 2000: The List
- 2000: La bouteille
- 2000: The Wonderful World of Disney (Fernsehserie, 1 Episode)
- 2000: The Secret Adventures of Jules Verne (Fernsehserie, 10 Episoden)
- 2001: Mistakes – Tödliche Fehler (Cause of Death)
- 2001: Killing Time (Kurzfilm)
- 2002: Des chiens dans la neige
- 2002: Jack & Ella
- 2003: Cul de sac (Kurzfilm)
- 2003: Wildflowers (Kurzfilm)
- 2006: The Ecstasy Note (Kurzfilm)
- 2006: Cheech
- 2007: Ma fille, mon ange
- 2008: You Belong to Me (Fernsehfilm)
- 2010: Musée Eden (Fernsehserie, 9 Episoden)
- 2010: Cabotins
- 2010: Opération Casablanca
- 2011: Wushu Warrior
- 2011: Frisson des collines
- 2011: Gerry
- 2012: Trauma (Fernsehserie, 12 Episoden)
- 2012: Laurence Anyways
- 2013: Dallas Buyers Club
- 2014: La Petite Reine
- 2014: Der große Trip – Wild (Wild)
- 2015: Brooklyn – Eine Liebe zwischen zwei Welten (Brooklyn)
- 2015: Sans dehors ni dedans (Kurzfilm)
- 2015: Demolition – Lieben und Leben (Demolition)
- 2016: 9
- 2016: Shut In
- 2017: Big Little Lies (Fernsehserie, 7 Episoden)
- 2017: Indian Horse
- 2018: Sharp Objects (Fernsehserie, 7 Episoden)
- 2018: Silence (Kurzfilm)
- 2018: The Mule
- 2019: Long Shot – Unwahrscheinlich, aber nicht unmöglich (Long Shot)
- 2019: 14 jours, 12 nuits
- 2019: Der Fall Richard Jewell (Richard Jewell)
- 2019: Merci pour tout
- 2021: Nine Perfect Strangers (Miniserie, 8 Episoden)
- 2023: North Star
- 2024: Juror #2

## Auszeichnungen und Nominierungen
- 2004: Yorkton Film Festival – Golden Sheaf Award in der Kategorie Beste Kamera für Wildflowers
- 2013: Rome Film Festival – Associazione Italiana Autori della Fotografia Cinematografica (AIC) Award für Dallas Buyers Club
- 2016: Prix Jutra in der Kategorie Beste Kamera (Meilleure Direction de la Photographie) für Brooklyn
- 2016: Canadian Screen Award – Achievement in Cinematography für Brooklyn
- 2017: Emmy – Nominierung in der Kategorie Outstanding Cinematography for a Limited Series or Movie für Big Little Lies[7]